# Chloroclystis phaeina
Chloroclystis phaeina là một loài bướm đêm trong họ Geometridae.